# Сентоса

Логотип парка развлечений Сентоса, расположенного на острове

Сентоса или Блаканг-Мати (англ. Sentosa, там. செந்தோசா, кит. 圣淘沙) — остров в Индийском океане, принадлежит Сингапуру. На острове находится один из крупнейших в мире парков развлечений, а также многочисленные достопримечательности, такие как форт Силосо, океанариум, статуя Мерлиона, пятизвездочные отели, спортивные и пляжные сооружения и т. д.

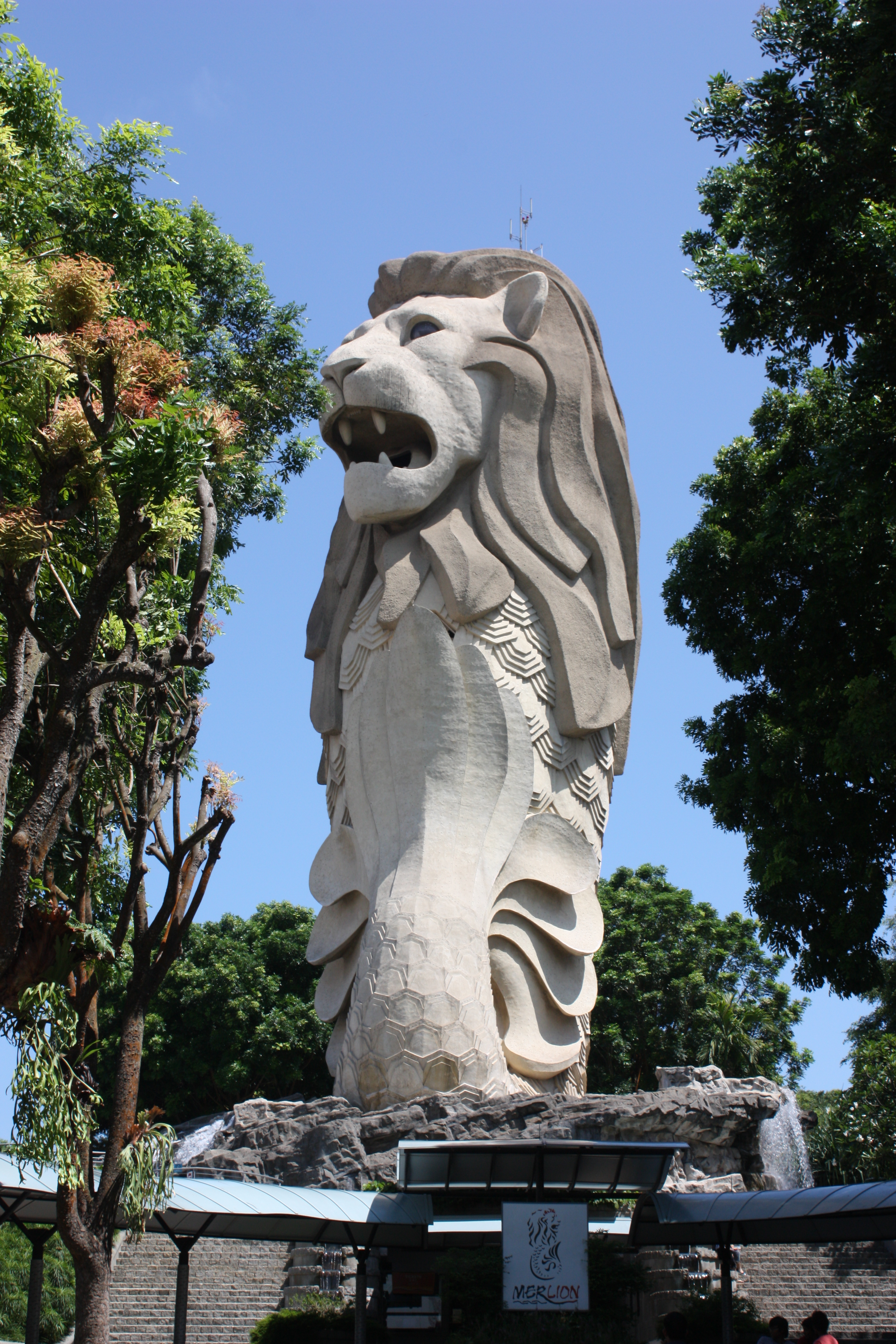
Статуя Мерлиона на Сентосе

## Достопримечательности

### Мерлион
На острове установлена традиционная для Сингапура статуя Мерлиона со смотровой площадкой.

### Форт Силосо
На западной части острова располагается форт Силосо, служивший основным опорным пунктом при подходе к Сингапуру с запада во времена Второй мировой войны. В частности, форт служил местом заключения сингапурского политзаключённого Чиа Тай По в период с 1989 по 1993 годы.

### Пляжи

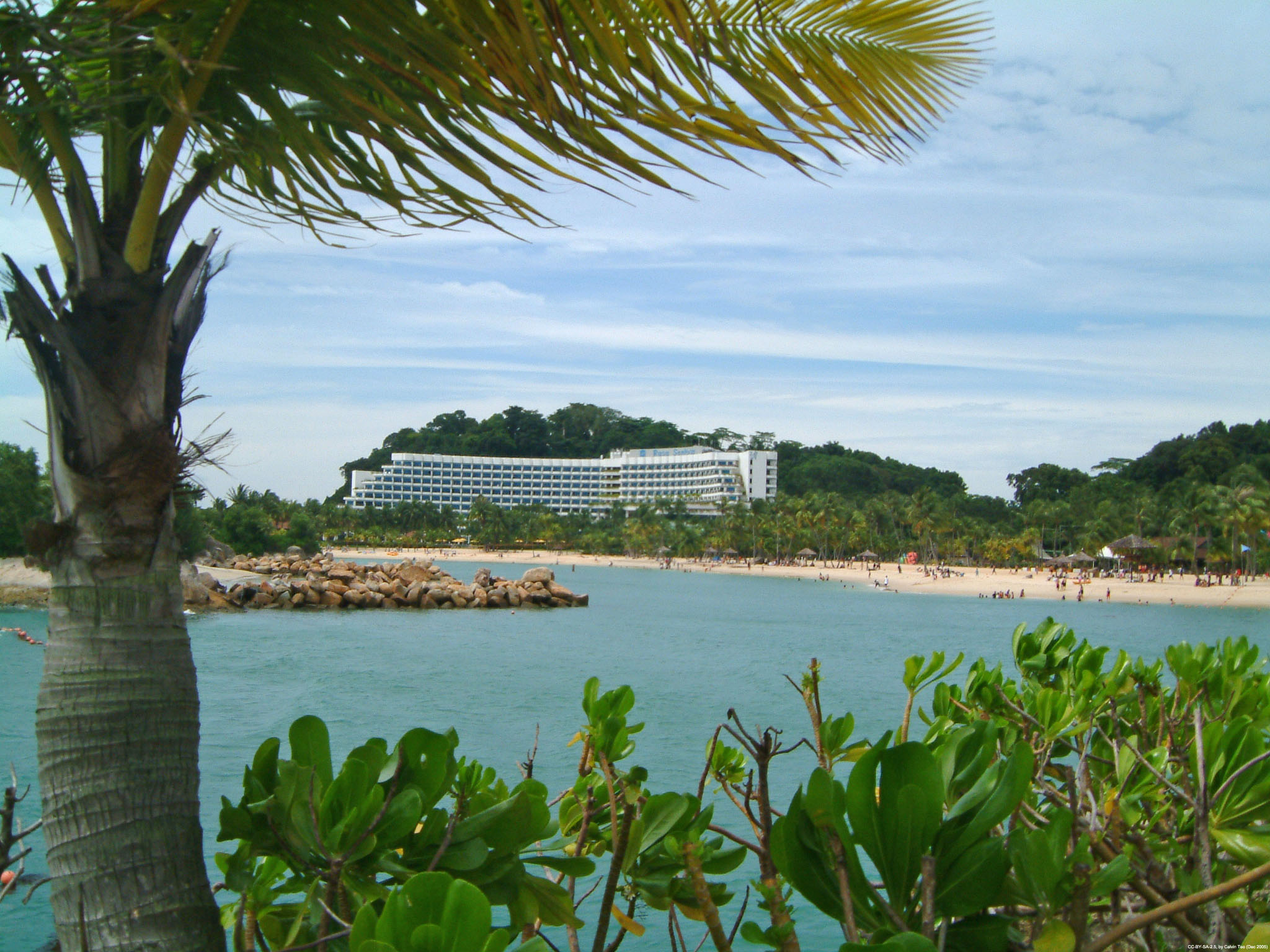
Спа-отель Shangri-La Rasa на пляже Сентоса

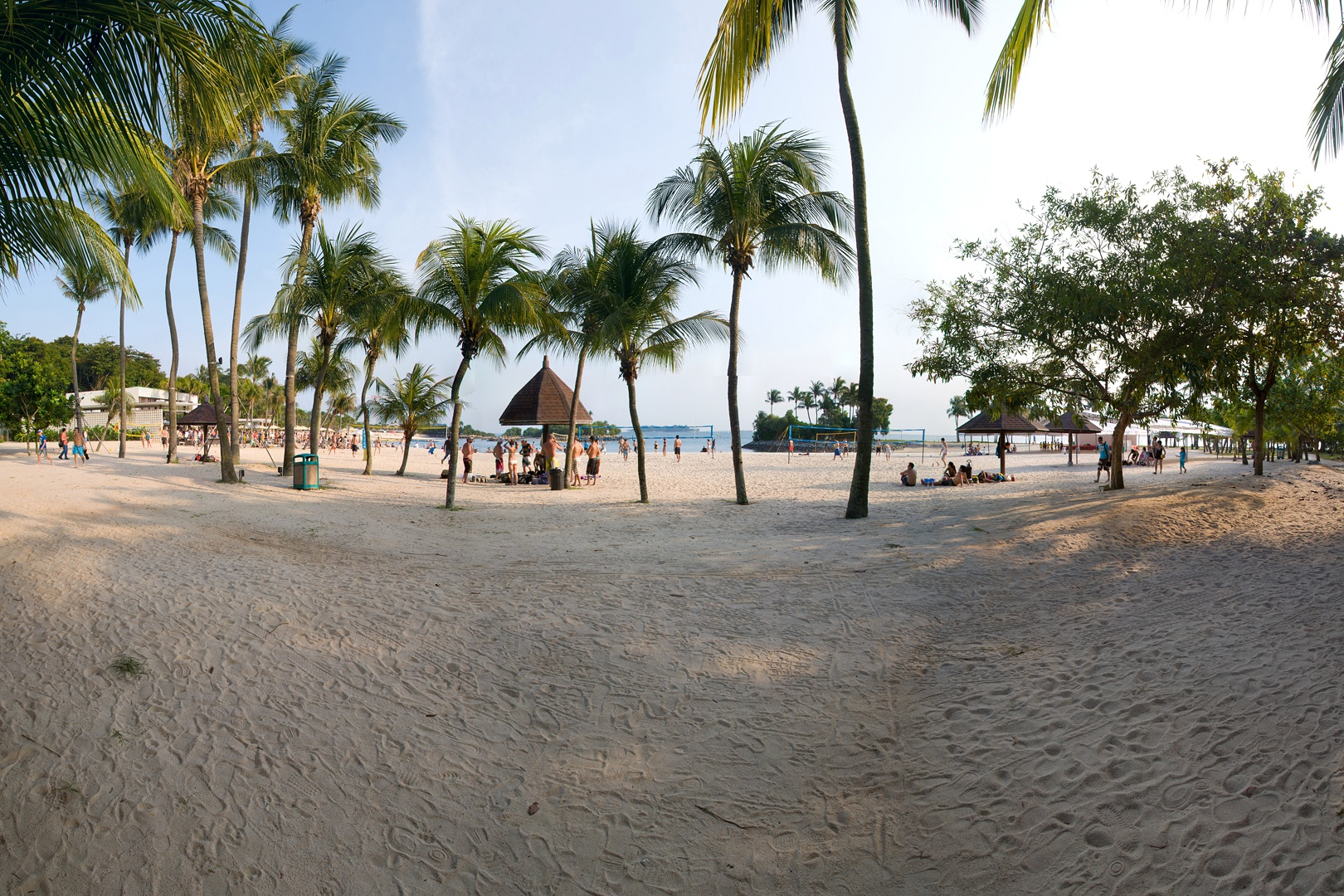
Пляж Танджонг

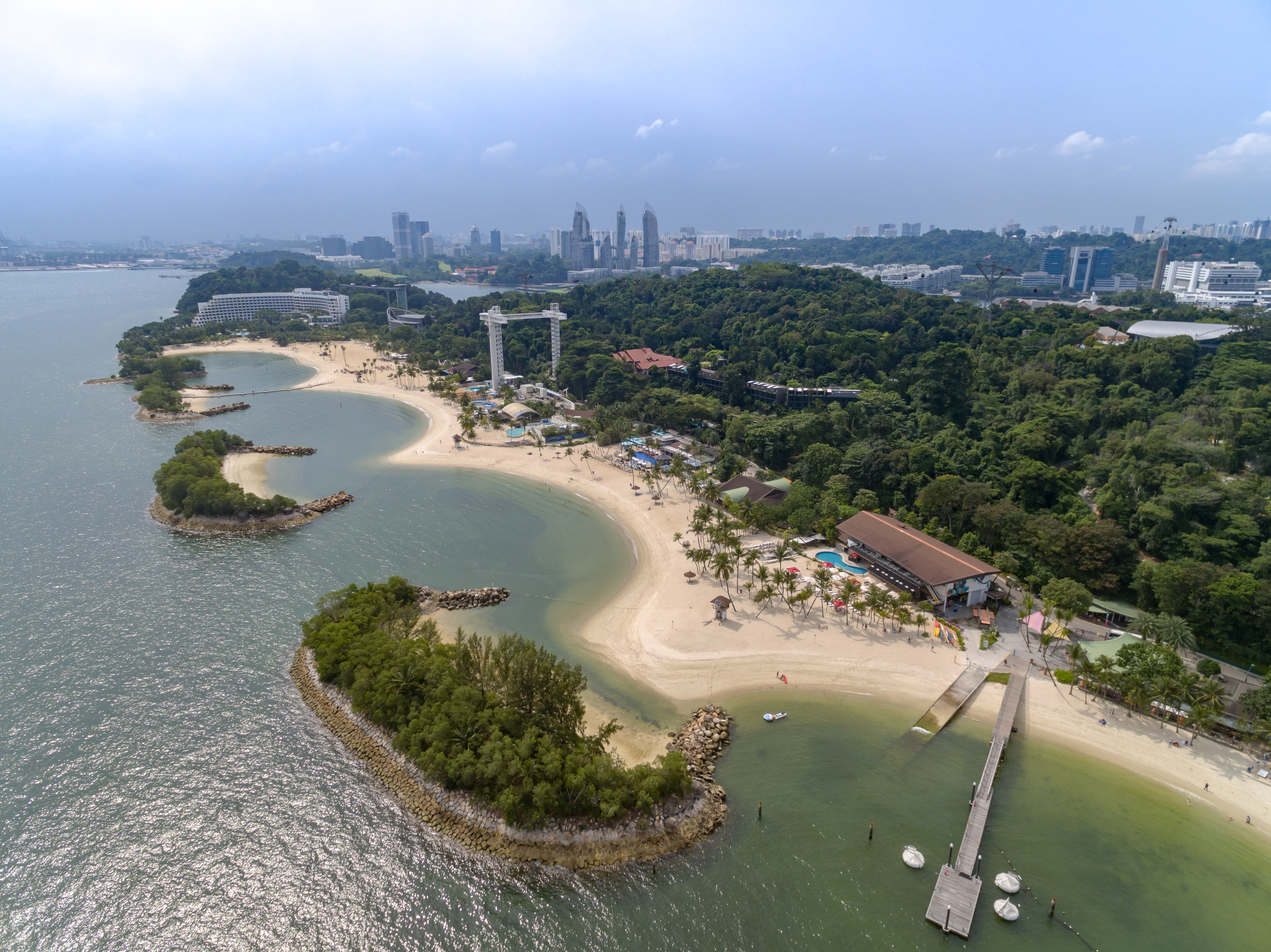
Вид сверху на пляж Силосо

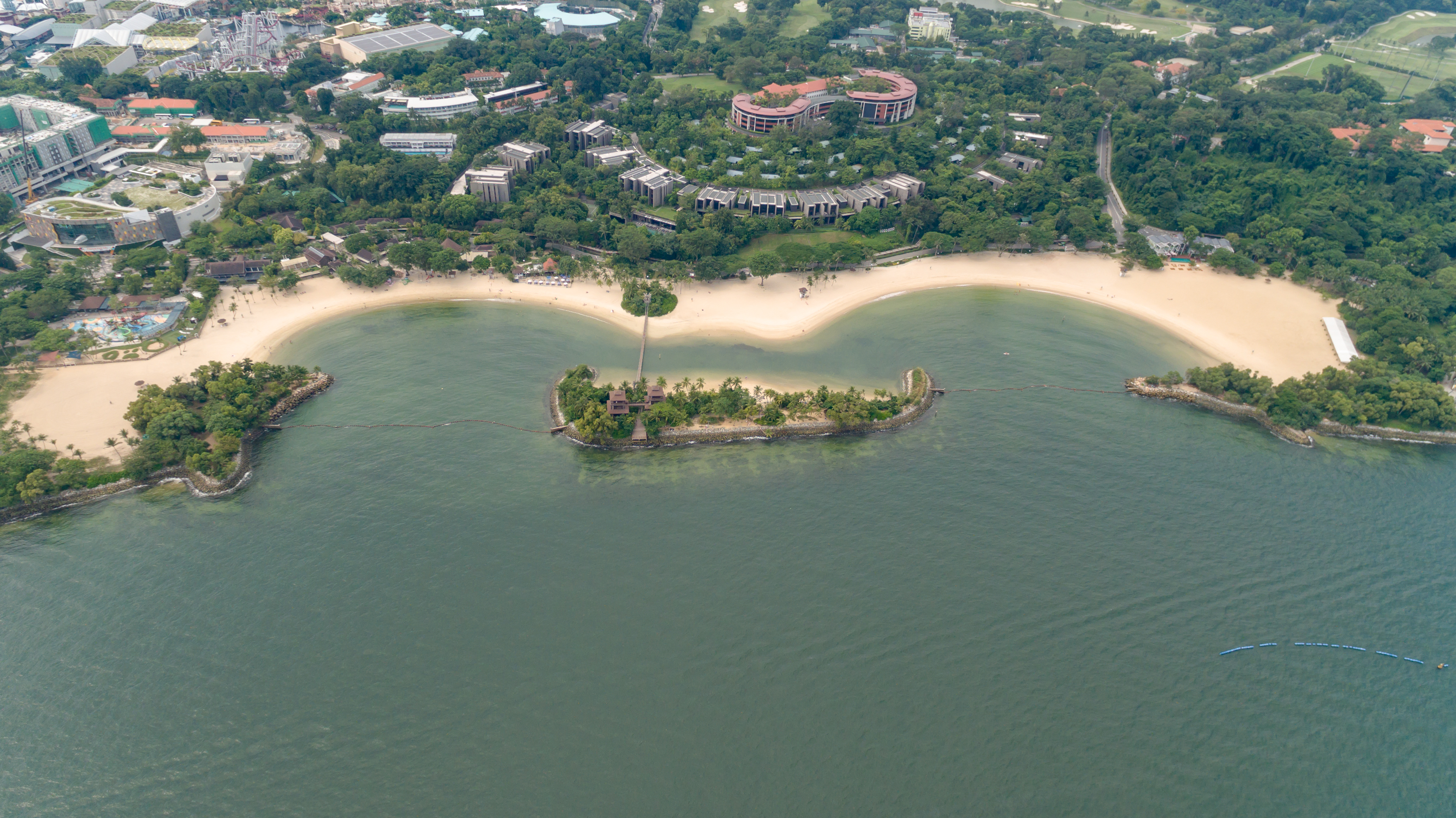
Пляж Палаван

Сентоса имеет полосу пляжей более 2 км (1,2 миль), состоящую из трёх частей: пляж Палаван (Palawan Beach), пляж Силосо (Siloso Beach) и пляж Танджонг (Tanjong Beach). Все пляжи искусственного происхождения (насыпные).
- Пляж Палаван расположен в центре южного берега острова. Рядом с ним несколько маленьких насыпных островков[3]. Ранее до этого пляжа доходила монорельсовая дорога, но эта станция была закрыта в 2005 году.
- Пляж Силосо расположен в западной части южного берега острова. В 2012 году была проведена его реконструкция. Здесь размещены спа-отель Shangri-La Rasa и два других отеля.
- Пляж Танджонг расположен в восточной части побережья острова, он меньшего размера.

## Фотогалерея

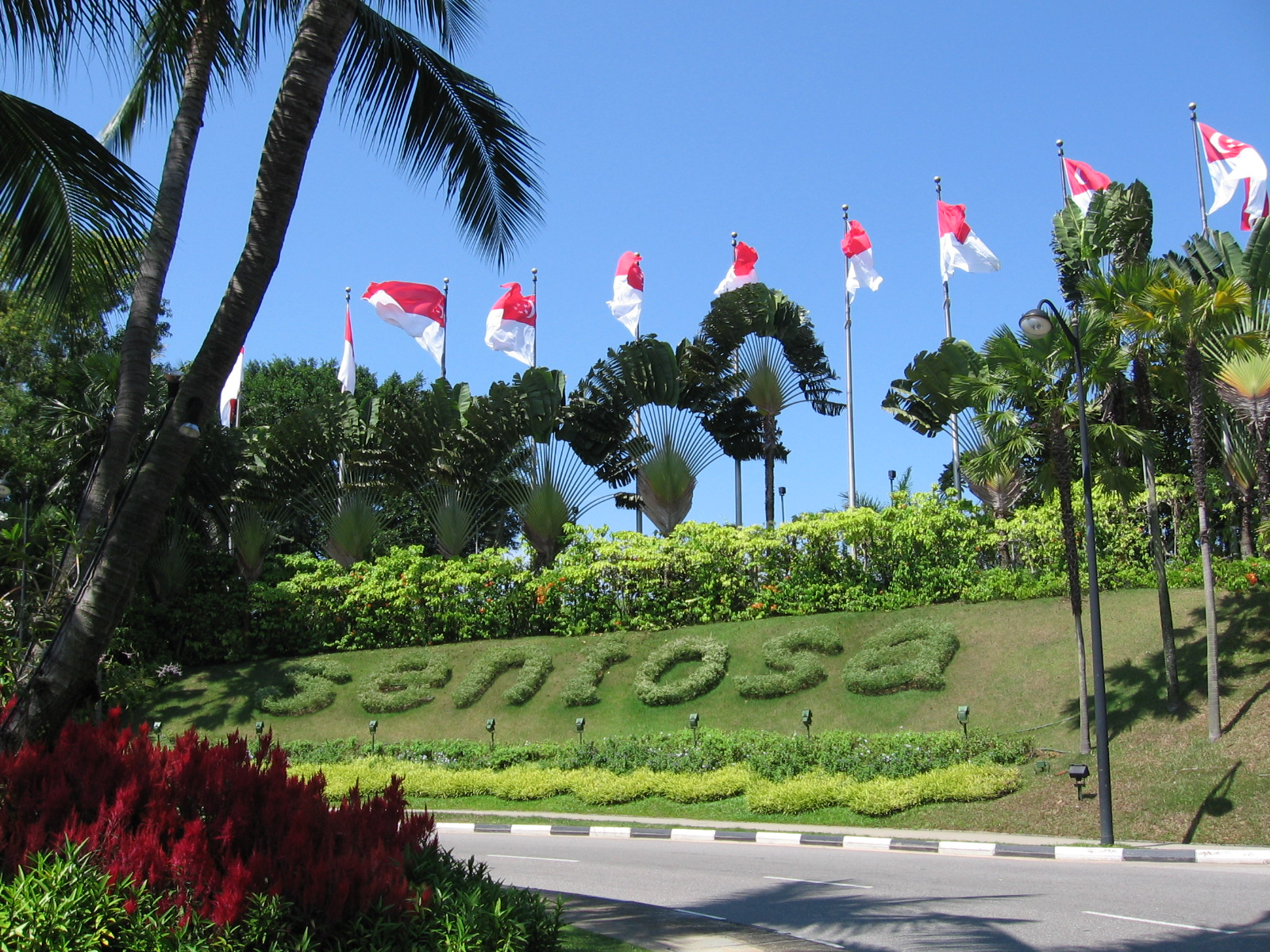
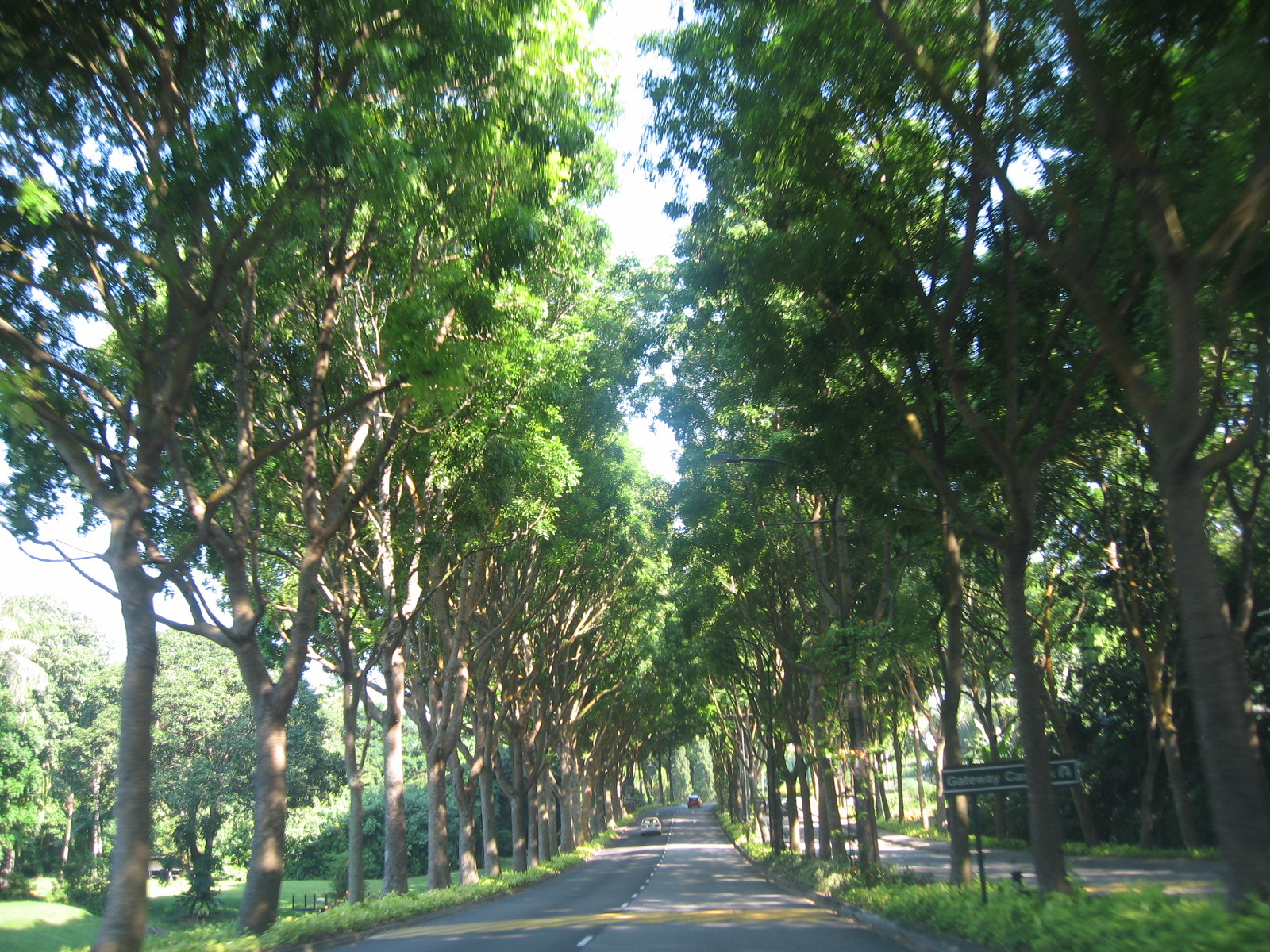
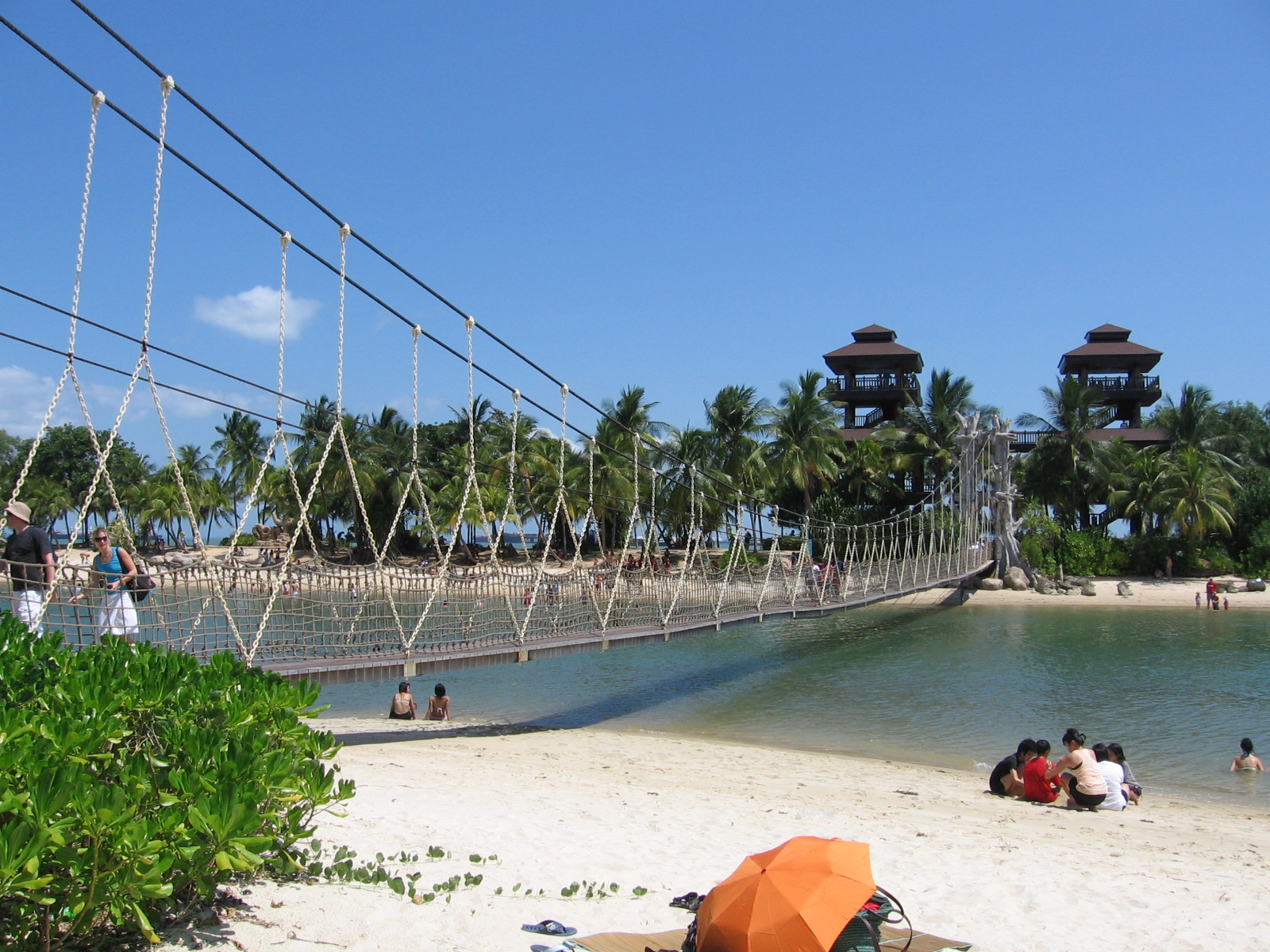
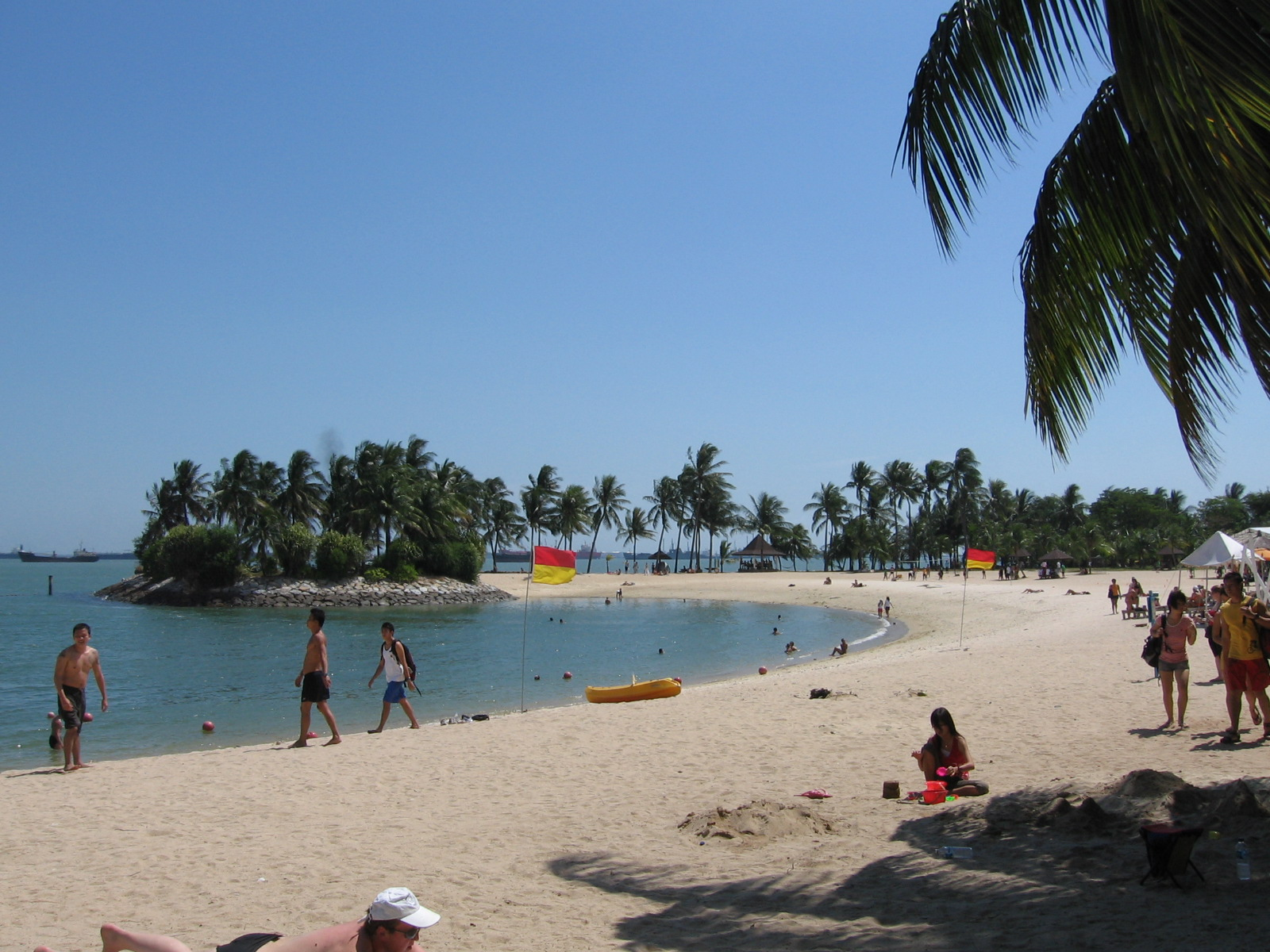
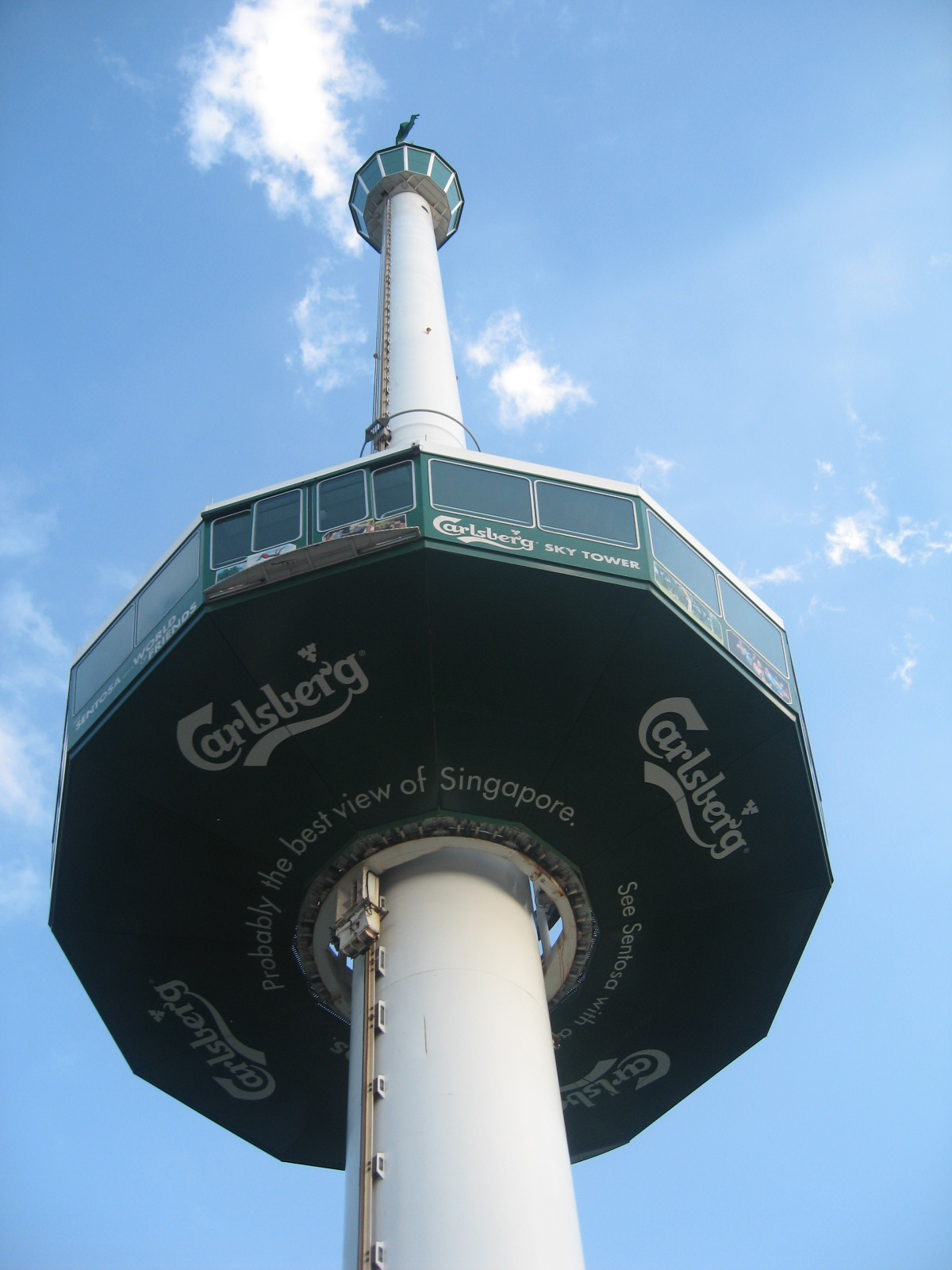
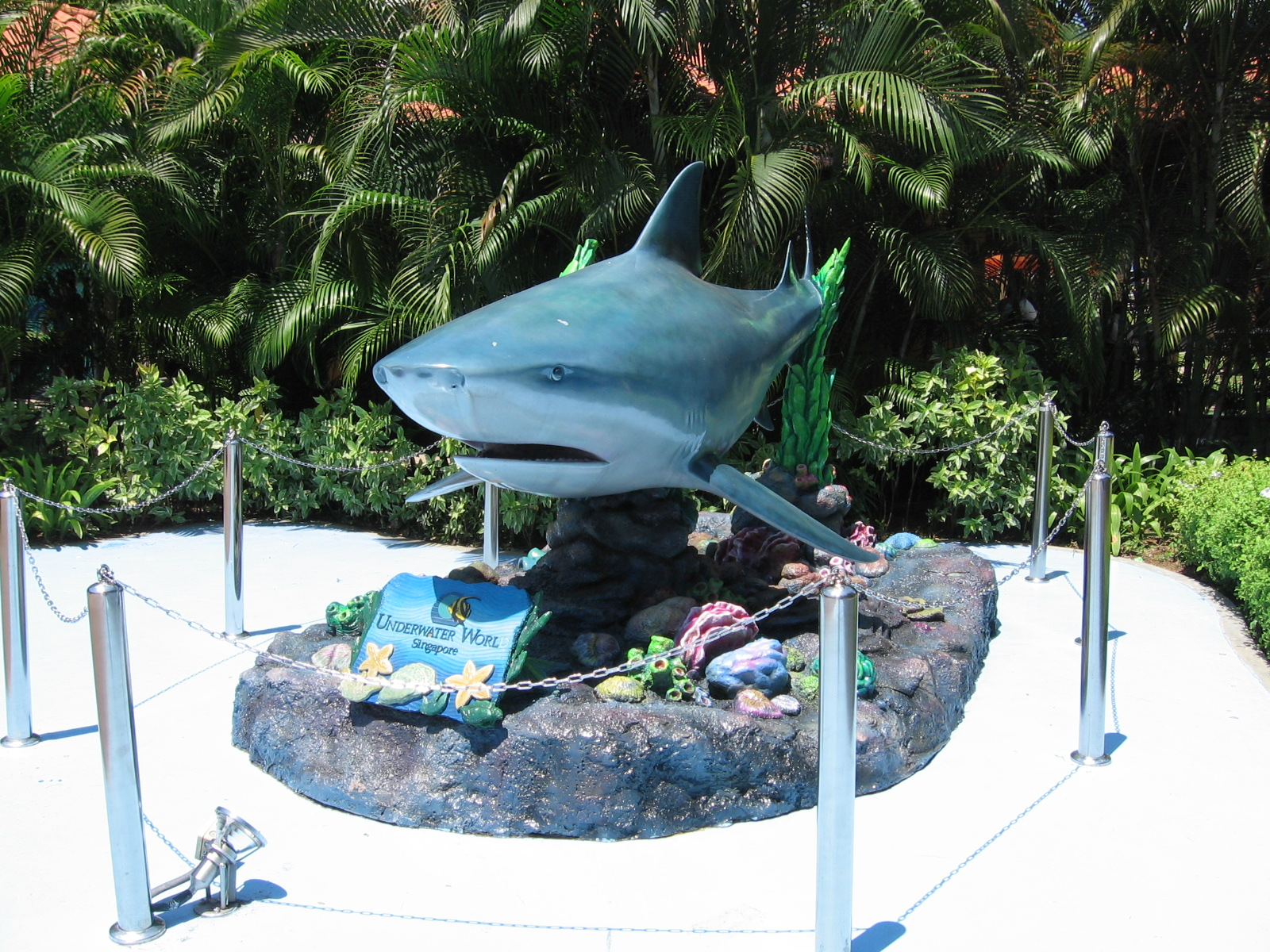
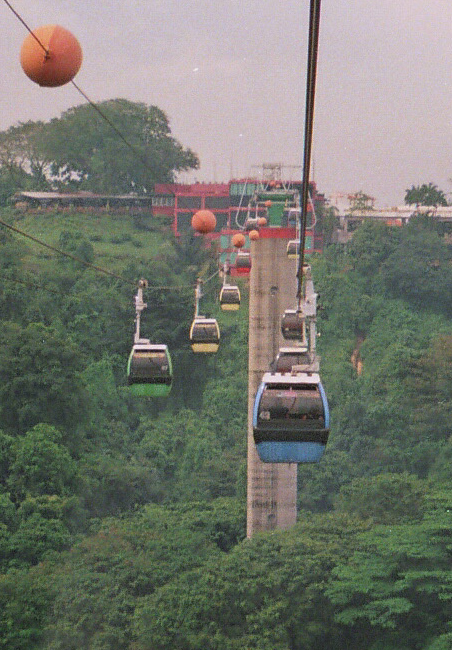
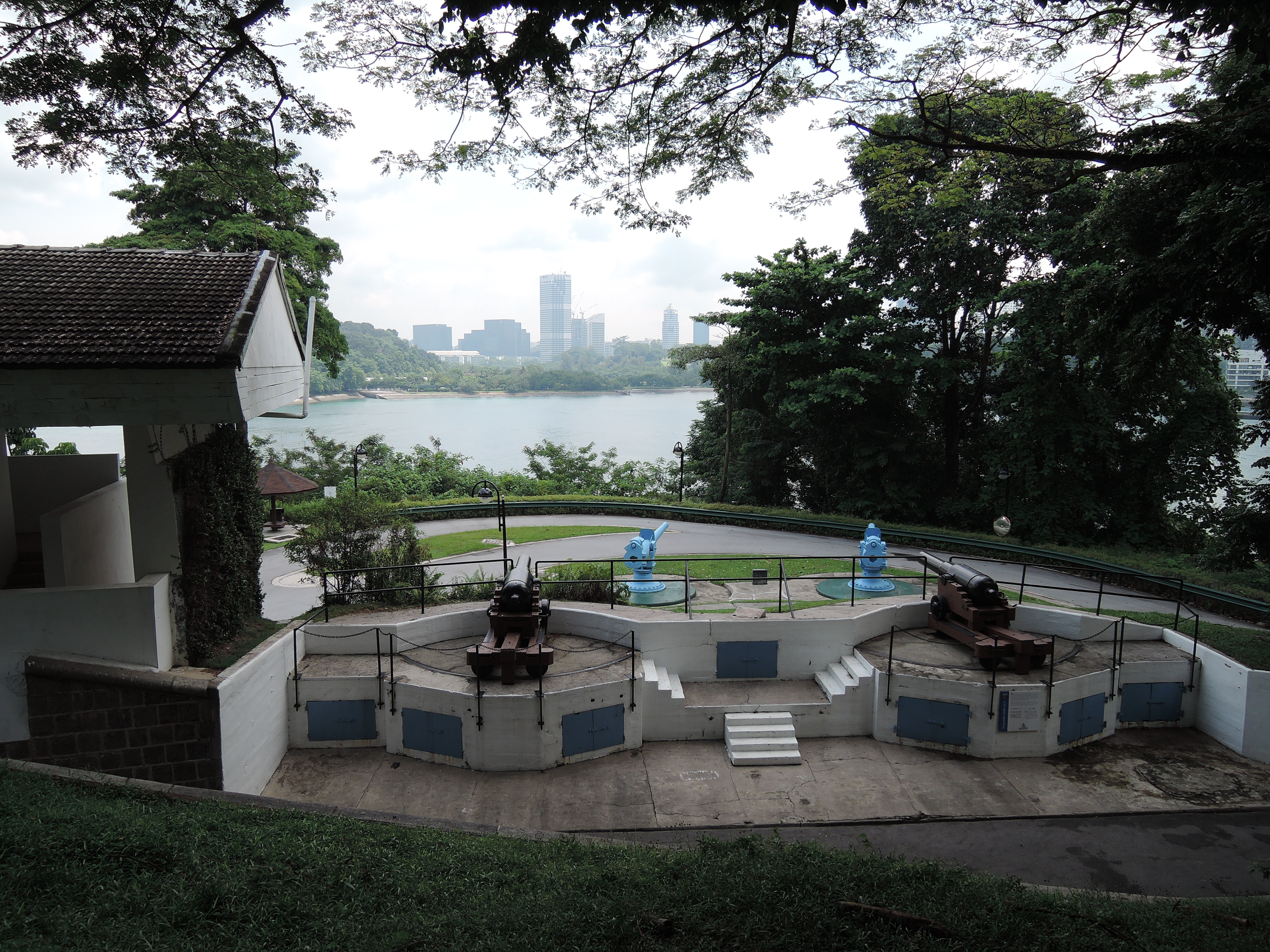
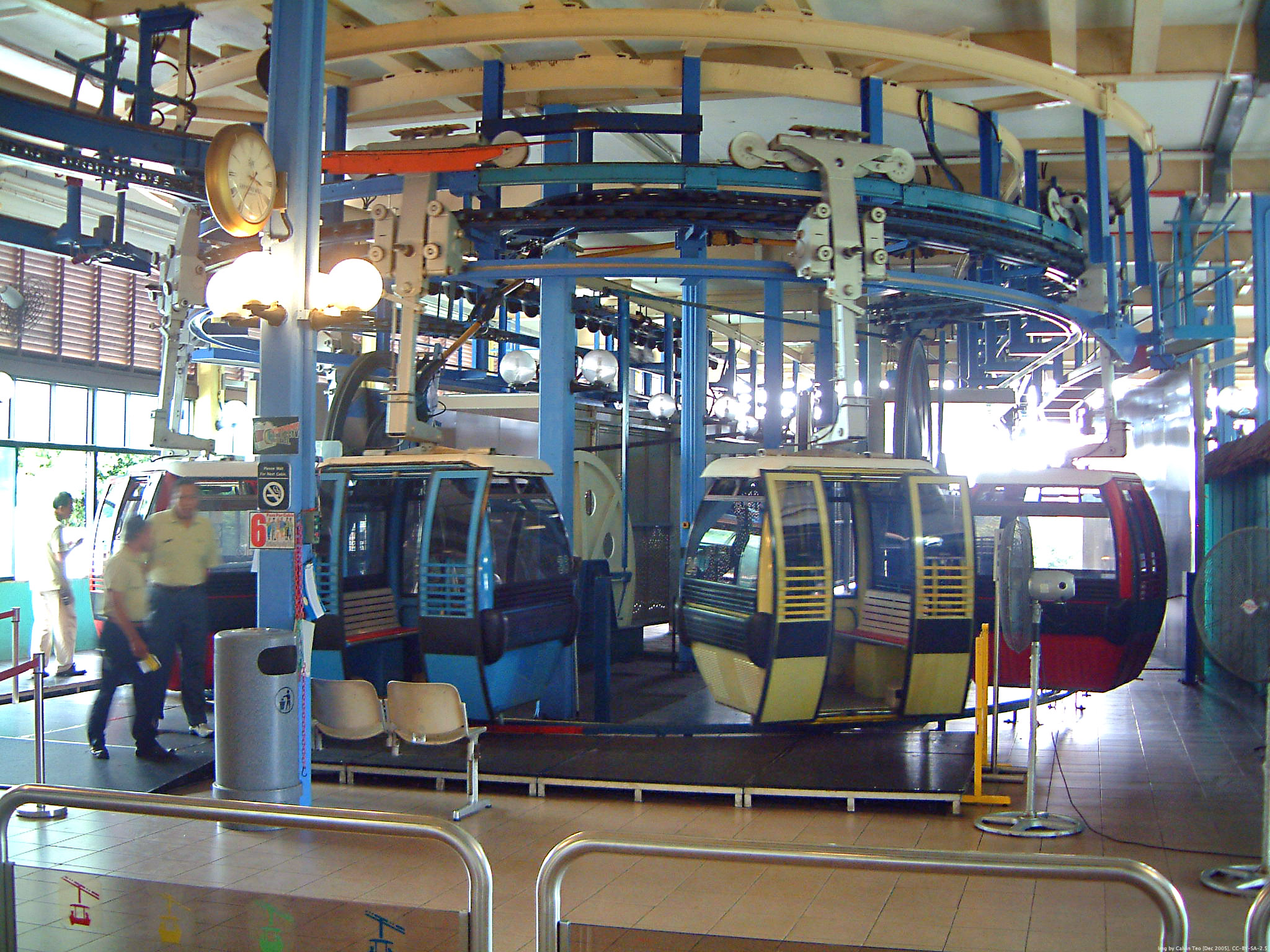